# Xiuladora pigallada
La xiuladora pigallada (Rhagologus leucostigma) és un ocell que s'ha considerat molt temps de família controvertida (Incertae sedis). Avui es considera que pertany a la monotípica família dels ragològids (Rhagologidae) i al gènere Rhagologus Stresemann et Paludan, 1934
.

## Hàbitat i distribució
Habita el sotabosc de gran part de les zones de muntanya de Nova Guinea.